# Jablé
Jablé, aussi appelée Jablah, Djableh ou Jableh, est une ville de Syrie, située dans le gouvernorat de Lattaquié, sur la côte méditerranéenne du pays. Elle comptait 75 944 habitants en 2009.

## Géographie
La ville est entourée par sa plaine très fertile et se situe à proximité des montagnes côtières syriennes, recouvertes de forêts.

## Histoire
Jablé, connue sous le nom de Gabala pendant l'antiquité, est une ville très ancienne. Pausanias écrit qu'un sanctuaire sacré dédié à la Néréide Doto s'y trouvait. On y trouve un théâtre romain pouvant accueillir 8 000 spectateurs, ce qui en ferait le cinquième plus grand au monde.

## Personnalités liées
- Izz al-Din al-Qassam, figure de la lutte armée islamiste au Moyen-Orient
- Atef Najib, officier et tortionnaire syrien né dans la ville